# Lin Tucci
Pour les articles homonymes, voir Petrucci et Tucci.
Lin Tucci (de son vrai nom, Linda Petrucci), née le 8 février 1960 à Winthrop dans le Massachusetts, est une actrice de télévision et de cinéma américaine.

## Filmographie
- 1995 : Showgirls : Henrietta 'Mama' Bazoom
- 1998 : Law & Order (série télévisée) (1 épisode) : Amy Cardenas
- 2001 : Nuncrackers : Winifred
- 2007 : Nunsensations : Filomena
- 2007 : Brooklyn Rules : tante Louise
- 2009 : How to Seduce Difficult Women : Sheila
- 2015 : Alto : Lina Cappelletti
- 2013-2019 : Orange Is the New Black (série télévisée) : Anita DeMarco (45 épisodes)